# Aleph (novell)
"Alefen" (spanska: El Aleph) är en novell av den argentinske författaren Jorge Luis Borges. Den publicerades 1945 och inkluderades 1949 i samlingen Alefen (på svenska i sin helhet 2011).
Novellen handlar om en alef, det vill säga en punkt i världen utifrån vilken man kan skåda hela universum på samma gång. Berättaren är en fiktiv version av Borges själv - ett grepp som känns igen från flera av hans noveller - och denne Borges lär känna en medioker poet som vägrar sälja sitt hus, eftersom huset innehåller en alef. Utan tillgång till denna alef kan han inte längre skriva. Poeten låter Borges skåda alefen, men eftersom denne tycker så illa om poeten låtsas han att han ingenting sett. Novellen slutar med att poeten vinner ett stort litterärt pris, och Borges avslöjar att han tror att det finns fler alefer i världen.
Alef (א) är både den första bokstaven i det hebreiska alfabetet och nummer ett (1) på hebreiska. Bokstaven och talet är viktiga i judisk mystik, och det var troligen vad som lockade Borges att välja just denna symbol. Många litteraturvetare har noterat att novellen har flera allusioner till Dantes Den gudomliga komedin.